# Gare de Savy-Berlette
Gare de Savy-Berlette vasútállomás Franciaországban, Savy-Berlette településen.

## Vasútvonalak
Az állomást az alábbi vasútvonalak érintik:
- Arras-Saint-Pol-sur-Ternoise-vasútvonal

## Kapcsolódó állomások
A vasútállomáshoz az alábbi állomások vannak a legközelebb:
- Gare d’Aubigny-en-Artois
- Gare de Tincques